# 城口瓶蕨
城口瓶蕨（学名：Vandenboschia fargesii），为膜蕨科瓶蕨属下的一个植物种。